# Nacksta

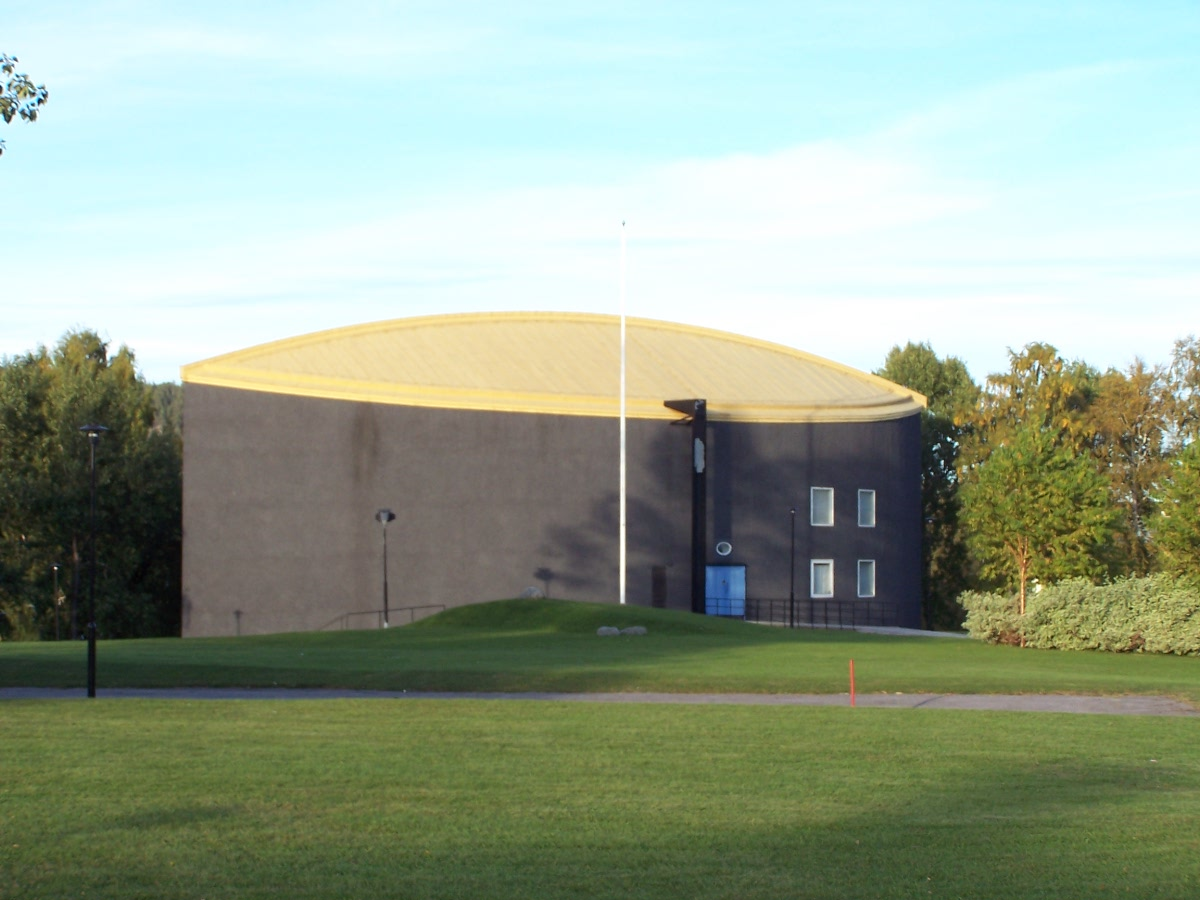
Nacksta kyrka

Nacksta är en stadsdel väster om Sundsvalls centrum som består av ett bostadsområde och ett industriområde. I området bor drygt 4 000 personer.
Nacksta är ett karaktäristiskt miljonprogramsområde. Här ligger även en rättspsykiatrisk regionklinik, ett utomhusbad, en stor livsmedelsbutik, låg- och högstadieskola, Kristinelunds äldreboende samt två vårdcentraler.
Nacksta by tillhörde fram till 1940-talet Selångers landskommun. I början av 40-talet gick dock östra delen över till Sundsvalls stad i utbyte mot Granlo. I och med det byggdes bl.a. kv. Vinkeltået och området runt Midälvaplan. I början av 1960-talet övergick resterande delar av Nacksta till Sundsvall och det är därefter som det stora miljonprogramsområdet byggdes. Husen närmast Midälvaplan består dock av äldre hus, vilka uppfördes innan det så kallade 'Miljonprogrammet'.